# Luke Jones
Pour les articles homonymes, voir Jones.

a Compétitions nationales et continentales officielles uniquement.

b Matchs officiels uniquement.
Dernière mise à jour le 24 janvier 2023.
Luke Jones, né le 2 avril 1991 à Sydney (Australie), est un joueur international australien de rugby à XV  évoluant aux postes de deuxième ligne ou troisième ligne aile. Il joue avec les Queensland Reds en Super Rugby depuis 2023. Il mesure 1,96 m pour 118 kg.

## Carrière

### En club
D'abord formé à l'académie des Waratahs, Luke Jones a fait ses débuts professionnels en 2010 avec la franchise australienne de la Western Force en Super Rugby.
À la recherche de plus de temps de jeu, il rejoint les Melbourne Rebels en 2011.
Tout d'abord utilisé indistinctement en deuxième ou troisième ligne, il se fixe par la suite au poste de deuxième ligne, où ses qualités de sauteur en touche et son activité dans le jeu courant en ont fait un leader de son équipe,.
En 2014, il rejoint l'équipe des Melbourne Rising dans le cadre de la création de la nouvelle compétition provinciale australienne : la NRC.
En 2016, il quitte l'Australie pour la France et club du Union Bordeaux Bègles en Top 14 avec qui il signe pour deux saisons. En septembre 2017, il prolonge son contrat avec l'UBB jusqu'en 2020.
Ayant l'intention de retrouver la sélection nationale australienne, il est libéré de son contrat en décembre 2018 et retourne jouer avec son ancienne équipe des Melbourne Rebels en Super Rugby,.
En 2020, il fait son retour en France, s'engageant avec le Racing 92, où il doit compenser le licenciement de Leone Nakarawa. Il joue deux saisons avec le club francilien, avant de décider de rompre son contrat pour rentrer en Australie.
De retour en Australie, il rejoint les Queensland Reds à l'orée de la saison 2023 de Super Rugby.

### En équipe nationale
Il joue avec l'équipe d'Australie des moins de 20 ans en 2010, participant ainsi au championnat du monde junior 2010 en Italie.
En juin 2014, il est sélectionné par Robbie Deans pour jouer avec l'équipe d'Australie, et il fait ses débuts en sélection le 14 juin 2014 contre la France.
En 2019, après cinq ans d'absence en sélection, il fait son retour avec les Wallabies pour disputer le Rugby Championship. Il obtient trois sélections lors de cette année, mais n'est pas retenu pour la Coupe du monde au Japon,.

## Palmarès

### En club et province
Néant

### En équipe nationale
Luke Jones compte 6 capes avec les Wallabies, dont une titularisation, depuis son premier match face à l'équipe de France le 14 juin 2014, pour un bilan de 4 victoires.
Il a inscrit 0 point en équipe nationale.